# Коломиец, Анатолий Анатольевич
Анатолий Анатольевич Коломиец (род. 18 марта 1976, Ровно) — украинский футболист, полузащитник.

## Игровая карьера
Во взрослом футболе дебютировал в 1994 году в команде «Нива» (Мироновка). В 1995 году перешёл в «Верес». В ровенской команде провёл (с перерывами) 11 сезонов, сыграл 280 матчей, забил 19 голов.
В 1997 году из «Вереса» был приглашён в СК «Николаев», с которым стал победителем первенства Украины среди команд первой лиги 1997/98 гг. В следующем сезоне во время зимнего перерыва в чемпионате перешёл в команду «вышки» — «Прикарпатье». Дебют состоялся 17 июня 1999 года в игре против запорожского «Металлурга». Всего в высшей лиге сыграл 2 матча. После завершения сезона вернулся в «Верес».
С 2009 году продолжил карьеру в любительской команде «Гоща-Амако», где выступал до 2013 года.
В чемпионате Ровненской области среди команд ветеранов 35 лет и старше играет за «Славию» (Ровно).